# Habersham megye
Habersham megye az Amerikai Egyesült Államokban, azon belül Georgia államban található. Megyeszékhelye Clarkesville, legnagyobb városa Cornelia. Lakosainak száma 46 031 fő (2020. április 1.). Habersham megye Rabun, Banks, Oconee, Stephens, Hall, White és Towns megyékkel határos.

## Népesség
A megye népességének változása:
| Lakosok száma | 43 102 | 43 081 | 43 475 | 43 300 | 43 996 | 46 031 |
|               | 2010   | 2011   | 2012   | 2013   | 2015   | 2020   |